# Робин Худ (филм из 2010)
Робин Худ (енгл. Robin Hood) је акциони филм из 2010. године, снимљен на основу легенде о Робину Худу, режисера Ридлија Скота са главном улогом Расела Кроуа. Премијерно је био приказан 14. маја 2010. године. О филму су почели размишљати 2007. године када је Универзал прихватио идеју која је носила наслов „Нотингем“. 2008. године су сценарио изменили и фокусирали су на то како Робин Худ постаје отпадник. Скот је напустио назив Нотингем и узео традиционалан и боље познат назив.

## Радња
По повратку из крсташких ратова Ричард Лавље Срце је убијен током опсаде француског замка. Сер Роберт Локсли треба да врати круну Енглеској. Међутим, на путу ка обали Ламанша, пресреће га енглески издајник Годфри, који се удружио са француским краљем који жели да освоји Енглеску, и убија Роберта. Повратници из рата, Робин Лонгстрејд и његова дружина, спречавају Годфрија да преузме круну, а Роберт на самрти предаје Робину свој мач и замоли га да га однесе његовом оцу у Нотингем. Робин прихвата, и прво враћа круну у Лондон, где је принц Џон, Ричардов млађи, брат проглашен краљем. По доласку у Нотингем, Робин упознаје Меријен, Робертову жену, и сер Волтера, Робертовог оца, који га замоли да остане и претвара се да је Роберт, а заузврат ће му сер Волтер испричати нешто о његовој, Робиновој, прошлости ...

## Улоге
- Расел Кроу као Робин Худ. Ово је његова пета сарадња са Ридлијем Скотом. Пошто је волео овај карактер од свог детињства, придружио се овом пројекту иако му се сценарио у почетку није свидео. Десет месеци је читао књиге о Робину Худу, о историјској позадини. Изјавио је да овај пројекат треба да буде најбоље остварење о Робину Худу, јер би иначе радио на нечему другом.[4] Кроу се угојио од 2008. године, па је био послат на тренинге фитнеса. Такође је вежбао гађање луком и стрелом.
- Кејт Бланчет као Леди Меријен.
- Марк Стронг као сер Годфри.
- Оскар Ајзак као принц Џон.
- Марк Луис Џоунс као Томас Лонгстрајд, отац Робина Худа.
- Марк Ади као фратар Так.
- Вилијам Херт као Вилијам Маршал први ерл Пемброка.[5]
- Дени Хјустон као Краљ Ричард Лавље Срце.
- Ајлин Аткинс као Елеанора Аквитанска, Мајка Краља Јована и Ричарда.
- Макс фон Сидоу као сер Волтер Локсли.
- Метју Макфадјен као Шериф Нотингема.[6]
- Кевин Дјуранд као Мали Джоу.[7]
- Леа Седу као Изабела од Англумеа.
- Скот Грајмс као Вил Скарлет, Робинов нећак.[7]
- Алан Дојл као Алан А'Дејл. Њега је Кроу предложио за улогу.[8]